# 德安乡
德安乡，是中华人民共和国云南省普洱市宁洱哈尼族彝族自治县下辖的一个乡镇级行政单位。

## 行政区划
德安乡下辖以下地区：
文化村、兰庆村、石中村、恩永村、永顺村和曼达村。